# Mîrivka, Novomîkolaiivka
Mîrivka (în ucraineană Мирівка) este un sat în comuna Liubîțke din raionul Novomîkolaiivka, regiunea Zaporijjea, Ucraina.

## Demografie
Componența lingvistică a localității Mîrivka
     Ucraineană (93,48%)
     Rusă (6,52%)
Conform recensământului din 2001, majoritatea populației localității Mîrivka era vorbitoare de ucraineană (93,48%), existând în minoritate și vorbitori de rusă (6,52%).